# 252ª Squadriglia
La 252ª Squadriglia fu un reparto attivo nel Servizio Aeronautico della Regia Marina (Prima guerra mondiale).

## Storia

### Prima guerra mondiale
La 252ª Squadriglia viene creata nell'aprile 1917 con personale e materiale della 2ª Squadriglia Idrovolanti della Stazione di Venezia sull'isola delle Vignole dotata di FBA Type H comandata dal Capitano di Cavalleria Paolo Avogadro e soprannominata squadriglia delle bande nere per la sua insegna fatta a strisce nere e bianche oblique.
Il 17 aprile partono 4 FBA oltre ad altri 4 della squadriglia francese di Grado (Italia) del CAM di Venezia e 7 Nieuport francesi della Escadrille N 92 i - N 392 - N 561 dell'Aeroporto di Venezia-Lido per intercettare degli idrovolanti austriaci ed aiutano il Nieuport del sous-lieutenant Xavier Garros ad abbattere a 15 miglia dalla costa il Lohner K del Fregattenleutnant Johann Plachner e del Seefahnrich Michael Graf Szecheny della SFS di Pola ma al rientro l'FBA del Sottotenente macchinista Giulio Viner che aveva a bordo il motorista Renato Spada deve ammarare in emergenza vicino alla foce del Piave.
Un altro FBA con Avogadro parte per catturare i due austriaci ma a causa delle condizioni meteorologiche peggiorate si rovescia nell'ammaraggio e vengono presi a bordo dal Macchi L.3 del Guardiamarina Agostino Brunetta che poi non riesce a ripartire per il brutto tempo finendo catturati dalle torpediniere austriache.
Il comando passa così a Viner che l'8 maggio muore in un incidente di volo con un FBA ed il comando passa al Cap. di Fanteria Umberto Bortolozzo.
Il 27 maggio 3 idro partiti da Grado bombardano le linee austriache tra Sistiana e Ceroglie ed il 1º giugno il nuovo comandante Ten. di Vascello osservatore Ernesto Pacchiarotti dispone di 6 piloti, altri 2 osservatori e 12 FBA.
Dalla fine di agosto ai primi di settembre attaccano le 2 corazzate Classe Monarch nel porto di Trieste ed alla fine di settembre il comando passa al Ten. di Vascello Umberto Magaldi.
In autunno arriva il Guardiamarina Alberto Briganti che dopo una lunga ed importante carriera negli anni 80 scrive il libro di memorie Oltre le nubi il sereno.
Nella seconda metà di ottobre il reparto transita sui Macchi L.3 e dopo la Battaglia di Caporetto si trova in prima linea con Venezia deserta operando per l'artiglieria della III Armata ed il 7 novembre il comando passa al Cap. d'Artiglieria osservatore Ernesto Colombo.
Il 29 novembre dirigono il tiro del Monitore inglese HMS Sir Thomas Picton (1915) e dei pontoni italiani che distruggono e danneggiano i ponti austriaci gettati sul Piave.
Il 29 dicembre il 2° Capo meccanico Giorgio Parodi e l'osservatore Tenente Mario Morini effettuano una ricognizione su San Donà di Piave. Parodi nel 1921 fonderà con il meccanico Carlo Guzzi che conosce a Venezia la Moto Guzzi.
Il 1º gennaio 1918 dispone di 8 piloti, 11 osservatori e 5 L.3 che sono impegnati a svolgere rilievi fotografici per aggiornare le carte topografiche.
Il 19 febbraio colpiscono di notte il campo volo di Motta di Livenza ed il 28 febbraio un idro partecipa con le squadriglie veneziane al bombardamento di Pola.
Il 14 giugno il comando passa al Ten. di Vascello Carlo Emanuele Giartosio che dispone di 7 L.3, altri 8 piloti e 7 osservatori ed il 17 luglio 3 aerei tra cui il S.Ten. di Vascello Luigi Conti (militare) prendono parte al bombardamento diurno di Pola.
Il 21 agosto un Macchi M.8 viene abbattuto di notte dalla contraerea di Pola ed il 18 settembre l'Hansa-Brandenburg W.13 K 367 bombarda l'idroscalo causano la morte di un motorista e danneggiando 4 aerei.
Durante il conflitto la squadriglia ha svolto 758 voli di guerra e quasi 4.000 fotografie solo nel 1918.
Al 4 novembre 1918 il reparto ha in forza 9 piloti, 7 osservatori e 5 M.8.
Dopo la guerra il comando passa al Ten. di Vascello Brunetta al termine della sua prigionia e che il 5 luglio 1920 muore in un incidente di volo.

### Guerra civile spagnola
La 252ª Squadriglia bombardamento notturno venne inizialmente costituita come Sezione S. 81 ed il 26 luglio 1937, con la nascita del XXV Gruppo,
fu trasformata in Squadriglia, prendendo il numero 252.
Nel gennaio 1938 era nel XXV Gruppo da Bombardamento Notturno con 6 S.M.81 della Regia Aeronautica nell'Aviazione Legionaria all'Aeroporto di Palma di Maiorca.

### Seconda guerra mondiale
Al 10 giugno 1940 era nel 104º Gruppo con 8 Savoia-Marchetti S.M.79 del 46º Stormo Bombardamento Terrestre sull'Aeroporto di Pisa-San Giusto.
Dal 4 novembre successivo il 104º Gruppo va all'Aeroporto di Tirana e poi all'Aeroporto di Scutari, dal 3 aprile 1941 all'Aeroporto di Foggia, dal 27 aprile all'Aeroporto di Gioia del Colle e dal 15 maggio torna a Pisa. Nel dicembre 1941 la 252^ con il 104° Gr. era alla Base aerea di Sciacca. Dal 3 luglio 1942 era all'Aeroporto di Gadurrà trasformata in aerosilurante.  Il 104º Gruppo Aerosiluranti rientra da Rodi a Aeroporto di Siena-Ampugnano nell'agosto 1943 dove all'8 settembre 1943 disponeva di 4 SM 79 nella 3ª Squadra aerea. Il 10 settembre successivo personale ed aerei superstiti vanno nella 253ª Squadriglia a Lecce nel 132º Gruppo.